# Lecane tanganyikae
Lecane tanganyikae är en hjuldjursart som beskrevs av Segers och Baribwegure 1996. Lecane tanganyikae ingår i släktet Lecane och familjen Lecanidae. Inga underarter finns listade i Catalogue of Life.